# Académie internationale Mohammed-VI de l'aviation civile
L'Académie Internationale Mohammed-VI de l'Aviation Civile (AIMAC), est un établissement d'enseignement supérieur créé en 2000 par le roi Mohammed VI dans le but de former des ingénieurs, des contrôleurs aériens, et des électroniciens. Placé sous l'autorité de l'Office national des aéroports et la tutelle du Ministère de l'Équipement et du Transport, l'enseignement dispensé par l'Académie est fondé sur les normes et pratiques recommandées de l'Organisation de l'aviation civile internationale.
En 2006, la formation d'ingénieur conduit au diplôme d'ingénieur d'État au sein de L'AIAC, reconnu par le conseil national des titres et visé par l'université de Casablanca conformément aux dispositions de la Loi no 01.00 portant organisation de l'enseignement supérieur. Depuis l'AIAC forme des ingénieurs dans le domaine du Génie Industriel et Productique, Génie Informatique et Génie Électrique Électronique et Télécom.
En 2021, l'école comptait 458 étudiants.
L’École a plus de 2300 lauréats depuis 2000.

## Présentation
L’AIAC Mohammed-VI est située au cœur de l’Aéropole de Casablanca sur une surface de 6 hectares. Elle bénéficie de la présence sur le même site de nombreuses unités industrielles de haute technologie et de la proximité immédiate du plus grand aéroport du pays, l'aéroport Mohammed-V.
La réalisation du complexe académique a été menée en partenariat avec l’École nationale de l’aviation civile (Toulouse) et Thales Université (Paris).
Il offre aux élèves un environnement propice à l’épanouissement personnel et une vie associative et culturelle très riche. Il dispose d’un internat de 500 lits et de salles d’étude. Il verra ses infrastructures se renforcer très prochainement, le projet englobe les constructions suivantes:
- Internat de  20 chambres VIP
- Cantine pour 500 étudiants et 100 enseignants
- Foyer pour étudiants
- Centre de documentation
- Amphi de 500 places avec 5 salles de formation et salon VIP
- 3 amphis de 100 places
- Centre de calcul de 4 salles de 20 postes
- 10 salles de cours de 50 places
- Simulateur avec 4 labos à l’étage
- 12 laboratoires
- Bureaux pour 40 enseignants  y compris salle de repos, réunion, buvette…
- Salle multimédia
- Un terrain pour foot et de basket.

### Bureau des étudiants
Une association d’étudiants gère la vie associative sur le campus de l’École, son rôle est fédérateur puisqu’elle représente à travers son bureau, les élèves auprès de la direction de l’École. Sa mission principale consiste à:
- Animer la vie associative au sein de l’école
- Organiser  des manifestations à caractère culturel et sportif
- Participer à la promotion de l’AIAC auprès des autres écoles
- Promouvoir la notoriété de la formation à l’AIAC
- Assurer une dynamique de discussion et d’échanges entre les élèves et les différents intervenants dans la formation
- Participer à l’adaptation de la formation aux évolutions technologiques du secteur aéronautique

## Historique
2017: formation des ATCO ATSEP en cycle d'ingénieur
2016: certifiée ISO 9001 version 2008 par le cabinet BUREAU VERITAS.
2015: l’AIAC obtient le statut de «Full Member» du programme «Trainair Plus» de l’OACI.
2014: l’OACI a décerné un certificat de qualité et d’excellence à l’AIAC
2007: sortie de la première promotion des ingénieurs en aviation civile
2006: formation des ATCO et ATSEP en cycle Master
2004: lancement du cycle ingénieur
2000: création de l’Académie, inaugurée le 26 octobre par sa majesté le roi Mohammed VI
1997: lancement de la nouvelle formation ATCO et ATSEP en partenariat avec l’ENAC
1994: transfert du CFTACM à l’ONDA
1958: création du CFTACM avec le soutien de l’OACI et du PNUD

## Enseignement et recherche

### Formations
L'Académie internationale Mohammed-VI de l'aviation civile est un complexe pédagogique de l'Office national des aéroports. Elle offre une formation pluridisciplinaire, bénéficiant du soutien d'organismes internationaux.
L'Académie a pour vocation de former des cadres du secteur aéronautique. Dans ce sens, elle a procédé à la mise en place de trois cycles de formation de base : ingénieurs, gestionnaires du trafic aérien et électroniciens de la sécurité aérienne.
Grâce à ces trois cycles, l’Académie dispense une formation spécialisée sur les équipements pédagogiques suivants : simulateurs de contrôle de la circulation aérienne, laboratoires d’électronique de base et d’électronique aéronautique, laboratoire d’informatique / réseaux et centre de ressources multimédia.

### Activités de recherche
À l’académie, la recherche scientifique est au cœur du processus de formation. Elle élabore et met en œuvre des programmes de recherche scientifique propres et /ou  dans le cadre d’études doctorales. Elle participe aussi aux programmes de recherche régionaux, nationaux (publics ou privés) ou internationaux, visant le développement des activités liées au secteur de l’Aviation civile à savoir :
- La télécommunication
- La navigation aérienne
- La surveillance radar
- La gestion du trafic aérien
- La sûreté et la sécurité
- L’infrastructure aéroportuaires
- L’économie du transport aérien
- La construction aéronautique

Dans le cadre de cette mission, l’AIAC peut assurer par voie de convention ou contrat, des prestations de services à titre onéreux, créer des incubateurs d’entreprises innovantes, exploiter des brevets et licences et commercialiser des produits de leurs activités.
Les différents laboratoires dont elle dispose sont dotés d'équipements de haute technologie nécessaires à la réalisation des travaux et des études scientifiques ainsi que techniques. Ces laboratoires sont pilotés  par une équipe de recherche constituée  des enseignants-chercheurs permanents, des cadres et chercheurs associés pouvant appartenir à des établissements partenaires. Cette équipe de recherche a pour mission principale de :
- Mener des activités de recherche en partenariat avec les industriels du secteur aéronautique et secteurs connexes ;
- Encadrer les projets de recherche à partir de la deuxième année ;
- Concevoir les travaux pratiques.

De cette dualité entre enseignement et recherche émerge un cursus à haut contenu scientifique qui est sans cesse ajusté aux besoins réels des industriels.

### Relations internationales

#### Niveau national
- Organismes du secteur aéronautique
- Forces Royales Air
- Établissements d’enseignement supérieur
- Sociétés industrielles locales (NTS, EADS, Aircelle…)

#### Niveau régional
- Agence pour la Sécurité de la Navigation Aérienne en Afrique et à Madagascar (ASECNA)
- Pays de la région MEDA.

#### Niveau international
- L’École Centrale de Marseille (Double diplomation Ingénieur/Ingénieur)
- L’École Centrale de Lyon (Double diplomation Ingénieur/Ingénieur)
- L’École Centrale de Nantes (Double diplomation Ingénieur/Ingénieur)
- Polytech Nantes (double diplomation Ingénieur/Ingénieur)
- L'École des mines Albi Carmaux (Double diplomation Ingénieur/Ingénieur)
- L’École nationale d’ingénieurs de Tarbes (ENIT) (Double diplomation Ingénieur/Ingénieur)
- L’Organisation de l’aviation civile internationale (OACI)
- EMBRY-RIDDLE Aeronautical University (États-Unis), Daytona Beach
- L’Association Internationale du transport Aérien (IATA)
- Le Conseil international des aéroports (ACI)
- L’École nationale de l’aviation civile (ENAC, Toulouse)
- L’Académie de l’Air et de l’Espace / Toulouse -France
- L’Académie de l’Aviation Civile Fédérale Américaine (FAA)
- L’École des Ponts ParisTech
- L’Université LAVAL (CANADA)
- L’Université Concordia de Montréal
- L’Institut EUROCONTROL
- L’Institut de formation canadien (IIFGEA)
- Le Centre de formation d’Aéroports de Paris
- Le pôle de compétitivité aéronautique PEGASE en France
- Incheon Airport Academy en Corée du Sud

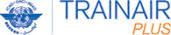
Trainair Plus

L'Académie a reçu l'agrément de l'OACI en tant que premier centre francophone du réseau Trainair. Le fond ACI pour le développement des aéroports a donné également son label à l'académie en reconnaissance de ces capacités d'organisation de cours et de séminaires internationaux. L'École nationale de l'aviation civile de Toulouse (ENAC) est liée à l'académie par une convention de partenariats, faisant de l'ENAC un partenaire très actif dans le domaine de la formation en sécurité de la navigation aérienne notamment. Par ailleurs, en décembre 2011, l'académie a signé une nouvelle convention de partenariat avec cette école et l'École des Ponts ParisTech prévoyant le lancement en mars 2012 à Casablanca d'un executive MBA in aviation management s'adressant à des cadres du secteur aéronautique. L'Académie de l'Aviation Civile Fédérale Américaine (FAA) est également partenaire de l'académie de l'Office national des aéroports, qui prévoit notamment le développement en commun de supports pédagogiques multimédia et la mise en place d'un réseau satellitaire d'enseignement interactif à distance.
L'académie a été choisie par l'université Concordia de Montréal pour la mise en œuvre d'un centre régional à Casablanca pour assurer une formation de niveau MBA dans les domaines du management de l'aviation civile.

### Siège ACI-Afrique
L’Académie internationale Mohammed-VI de l’aviation civile abrite le siège du secrétariat Régional du conseil International des Aéroports pour la région Afrique (ACI-Afrique Casablanca, Maroc) qui a pour vocation d’assurer la gestion et l’exploitation des aéroports  (programme d’analyse comparative en matière de service à la clientèle, vaste série de conférences, produits statistiques relatifs au secteur et publication des meilleures pratiques). Le fond ACI pour le développement des aéroports a donné également son label à l’académie en reconnaissance de ses capacités d’organisation de cours et de séminaires internationaux.

## Moyens pédagogiques
L’AIAC s’est dotée de laboratoires et de simulateurs de contrôle aérien les plus modernes qui mettent les étudiants en prise directe avec les techniques les plus récentes leur permettant une meilleure qualité pédagogique des enseignements.

### Laboratoires
- Électronique analogique
- Électronique numérique
- Construction électronique
- Radionavigation
- Hyperfréquences
- Télécommunications
- E-Learning/EAO
- Mécatronique
- Automatique
- Productique
- CAO/DAO
- Techniques Radar
- Réseaux & Télécom
- Multimédia
- Centre de Calcul

### Simulateurs
- Simulateur – Aérodrome 2D
- Simulateur – Aérodrome 3D
- Simulateur – Approche  aux procédures
- Simulateur – Approche Radar
- Simulateur – En Route  aux procédures
- Simulateur – En Route Radar
- Simulateur – Imagerie radioscopique
- Simulations  légères sur PC
- Outils EAO